# Megatsunami

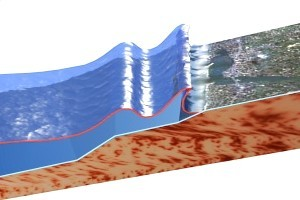
Představa megatsunami

Megatsunami je naprosto zničující vlna, která se od „klasické“ tsunami liší svou výškou, velikostí zasaženého území a do určité míry i způsobem vzniku. Z geologických stop plyne, že jejich výskyt je vzácný, ale vzhledem ke své síle jsou značně devastující, ač zpravidla zasahují jen omezené území.

## Vznik megatsunami
Většina tsunami je způsobena tektonickou činností pod hladinou moří či jezer a jeho vznik se soustředí podél hranic litosférických desek. V jejich blízkosti se vyskytuje též většina sopek na Zemi, jež mohou být taktéž jednou z příčin. V 90% případů vzniká právě v důsledku podmořského zemětřesení, kdy dojde k vertikálnímu pohybu mořského dna a tím se energie předá vodnímu sloupci. Takové vlny mají na širém moři malou výšku (v desítkách cm) a vlnová délka se pohybuje řádově ve stovkách kilometrů. Když však proniknou do mělkých vod, začne jejich výška se snižujícím se vodním sloupcem dramaticky růst. Při úderu na pevninu dosahují od několika metrů po desítky metrů. Při extrémně silných zemětřesení nebo vhodné morfologii mořského dna a pobřeží i přes 30 metrů.
Oproti tomu megatsunami není výškou nijak limitováno. Může vzniknou prakticky všude, kde je jakákoliv rozsáhlejší vodní plocha (oceán, moře, jezero, vodní nádrž). Spouštěči jsou masivní sesuvy horniny či ledovce (mohou být způsobeny předcházejícím zemětřesením) a ve vzácných případech také dopad planetky či komety. 
Charakteristickým znakem jsou extrémně vysoké počáteční vlny, ztrácející s rostoucí vzdáleností od místa vzniku svojí výšku. Ta ze začátku činí stovky, někdy i více než tisíc metrů, což je důsledkem okamžitého přenosu energie do vodní masy. Vědci v roce 1999 simulovali sesuv v malém měřítku. Ukázalo se, že vodu do následné vlny nevytlačilo jen samotné závaží, ale do značné míry i vzduchová bublina, vytvořená nad závažím. Tím by se vysvětlila událost z roku 1958, kdy sesuv ve fjordu Lituya Bay mohl dostatečně akcelerovat, aby se nad ním taková vzduchová bublina utvořila a tím mohlo dojít k přesunu množství vody, přesahující objem samotného sesuvu.

## Známé megatsunami

### Prehistorické

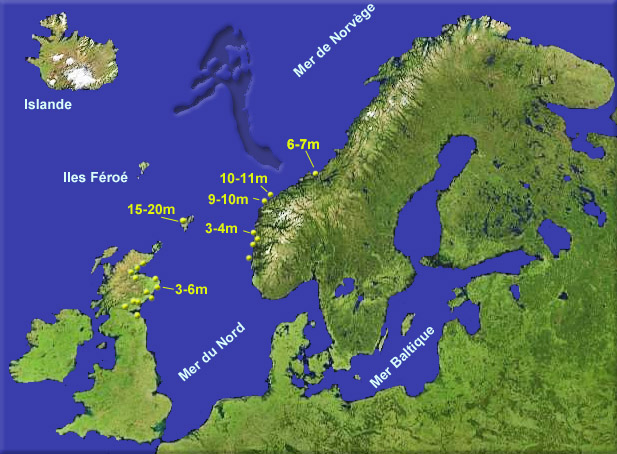
Výšky vln v důsledku sesuvu podmořského svahu Storegga.

- Asteroid spojený s vyhynutím dinosaurů před 66 miliony let, který vytvořil 180 km široký Chicxulubský kráter na mexickém poloostrově Yucatán, dopadl do tehdejšího mělkého moře. Srážkou vyvolaná megatsunami vysoká asi 100 metrů zdevastovala již už tak zničenou pevninu Severní Ameriky, Latinské Ameriky, Karibiku a dostala se až do Atlantského oceánu. Vědci spočítali, že kdyby se impakt uskutečnil do hlubokého oceánu, počáteční vlna bezprostředně v místě nárazu by dosahovala 4,6 kilometrů; jiná simulace dospěla k výšce 1,5 km.
- Před 35,5 miliony let dopadlo asi 2 kilometrové těleso do zátoky Chesapeake ve Virginii v USA.
- Dopad planetky Eltanin do hlubokých vod jihovýchodního Pacifiku před 2,51 miliony let způsobil megatsunami, jež smetla pobřeží Jižní Ameriky a Antarktidy. Odhady možné velikosti impaktoru se liší, mluví se o planetce s rozměry 1 až 5 kilometrů.(Simulace)
- Severní část ostrova Molokai, náležící k Havajským ostrovů vulkanického původu, je lemována mohutnými útesy vysokými až 900 metrů. Vznikly mohutným kolapsem před 1,4 miliony let. Sesuv byl tak rychlý, že se na mořském dně zastavil až 190 kilometrů od ostrova. Pohroma vyslala do pohybu 600 metrovou vodní stěnu a zasáhla například Kalifornii či Mexiko.
- Stopy megatsunami lze nalézt i mimo oceány a moře. Modelování založené na průzkumu dna značně hlubokého jezera Tahoe, nacházejícího se mezi americkou Nevadou a Kalifornií, prokázalo vznik tsunami během některých zemětřeseních v minulosti. Výška těchto vln byla 3 až 10 metrů a k protějšímu břehu jezera doputovaly řádově v několika minutách. Mnohem horší následky napáchaly podvodní sesuvy, kdy jeden takový, před 50 000 lety, generoval téměř sto metrovou vlnu. (Animace)
- V Severním moři nedaleko Norska vyvolal kolaps podmořského svahu Storegga, před 8 100 roky, dvacetimetrové vlny. Tato událost by mohla mít vliv na zmizení tehdejšího nízko položeného ostrova Doggerland v Severním moři, jenž je v současnosti pod jeho hladinou.
- Před 8 000 lety se na východním svahu Etny odehrál obří sesuv do vod Středozemního moře. Obří vlnobití zdevastovalo východní část jeho pobřeží. V Kalábrii dosahovalo snad až 40 metrů.

### Historické
- Roku 2000 př. n. l. proběhl sesuv hornin na ostrově Réunion, nacházející se v Indickém oceánu poblíž Madagaskaru.
- Mínojskou civilizaci na severu Kréty zničila 35-150 metrová vlna. Byla následkem mohutné erupce sopky Santorini, ležící uprostřed Egejského moře. Odehrála se před 3 600 lety a do ovzduší vyvrhla 100 km³ vulkanického materiálu.

### Novodobá historie

#### 1792: Unzen, Japonsko
Sesuv lávového dómu vulkánu Unzen do místní zátoky vyvolal vlnu vysokou 100 m. Zahubila 15 tisíc lidí.(Simulace) 

#### 1883: Krakatoa, Indonésie
26. srpna 1883, takřka po dvou staletí absolutní nečinnosti, nastala hlavní erupce ostrovní sopky Krakatoa v Indonésii. Druhý den kulminovala sérií čtyř gigantických výbuchů, z nichž třetí si vysloužil titul nejhlasitějšího zaznamenaného zvuku, slyšitelného dokonce ve vzdálenosti 4 800 km. Při každém z nich sopka tvořila mohutné pyroklastické proudy. Ty při průnicích do vod Sundského průlivu generovaly mohutné tsunami. Během úderů na 40 km vzdálené pobřeží západní Jávy a jižní Sumatry měřily až 46 m a vyžádaly si život více než 30 tisíc osob.   

#### 1934: Tafjorden, Norsko
V Norsku se 7. dubna 1934 z hory Langhamaren uvolnilo 3 miliony m³ hornin. Událost dala ve fjordu Tafjorden do pohybu tři tsunami. Poslední a největší z nich dosahovalo výšky 63,5 m. To v obci Tafjord měřilo 17 m, proniklo 300 m do vnitrozemí a zabilo 23 lidí. Na Fjøru udeřila 13 m vlna, zničila budovy, odplavila veškerou půdu zabila 17 osob. Škody tsunami páchalo i 50 km daleko a detekovatelné bylo ve vzdálenosti 100 km.  

#### 1936: Lovatnet, Norsko
13. září 1936 zkolaboval svah hory Ramnefjellet o objemu 1 milion m³ do jezera Lovatnet. Vytvořily se tak tři megatsunami, přičemž výška té nejvyšší činila 74 m. Úplně zlikvidovaly 16 farem, 100 domů, mosty, elektrárnu, dílnu, pilu, několik mlýnů, restauraci, školní budovu a všechna plavidla na jezeře. Na řece Loelva, jež z Lovatnetu odtéká v jeho severního cípu, způsobily ničivé záplavy. Celkem zemřelo 74 osob a dalších 11 se těžce zranilo. 

#### 1958: fjord Lituya Bay, USA
Geologové poprvé spekulovali o megatsunami v roce 1953, když v neobydleném aljašském fjordu Lituya Bay, objevili známky neobvykle velkých vln. O pět let později, 9. července 1958, dochází v regionu k silnému zemětřesení s magnitudem 7,8 Mw. Na konci fjordu ve tvaru „T“, poblíž čela Lituyského ledovce, se během otřesů dalo do pohybu více než 30 milionů kubických metrů hornin a dopadlo z výšky několik set metrů do jeho vod. Vzniklo několik set metrů vysoké megatsunami. Masa vody díky své hybnosti vystoupala po protějším svahu až do výšky 524 m. Jedná se o nejvyšší zaznamenanou vlnu v historii. S rostoucí vzdáleností od místa vzniku začala její výška prudce klesat. Většinu pobřeží 14,5 km dlouhé a 3,2 km široké Lituyi zasáhlo tsunami menší než 70 metrů, přičemž u jejího ústí do Tichého oceánu měřila zhruba 9 m. Navzdory odlehlosti oblasti bylo zabito celkem 5 lidí. Jedinečnou událost bez zranění přežil jeden rybář se svým sedmiletým synem, když jejich plavidlo vlna zvedla desítky metrů do vzduchu a poté se sneslo zpět na hladinu. Průchod obří vlny zbavil pobřeží zátoky veškeré vegetace, přičemž rozhraní starších a mladých stromů je viditelné i dodnes.( Simulace) 
Vědce po několik následujících dekád mátl objem přemístěné vody, jenž převyšoval objem samotného sesuvu. Pozdější modelování a počítačové simulace ukázaly, že sesuv s sebou nesl kapsu vzduchu, nedovolujíc se vodě vrátit zpět. Vzájemné spolupůsobení pak vytlačilo výsledný objem vody.

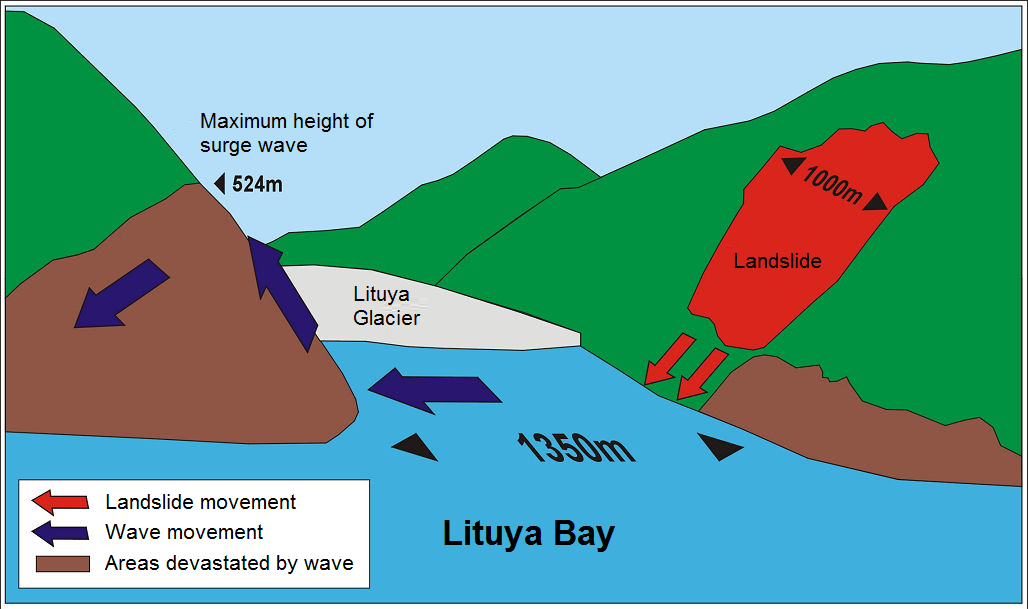
Schéma vzniku megatsunami.
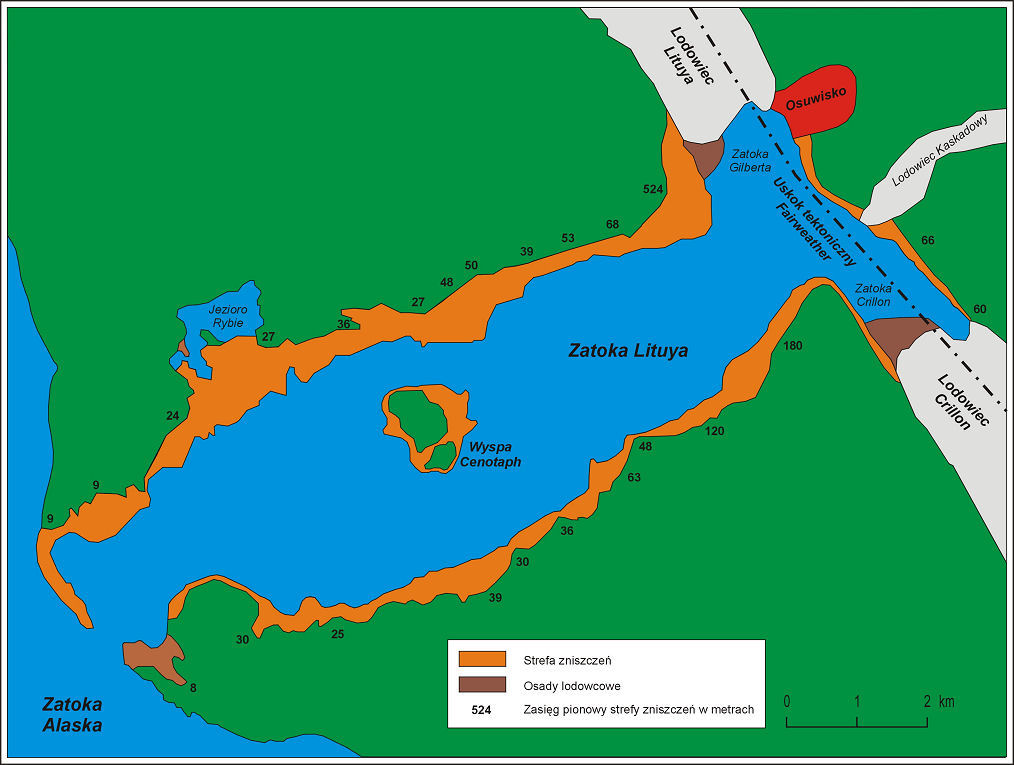
Přehled výšek vlny.
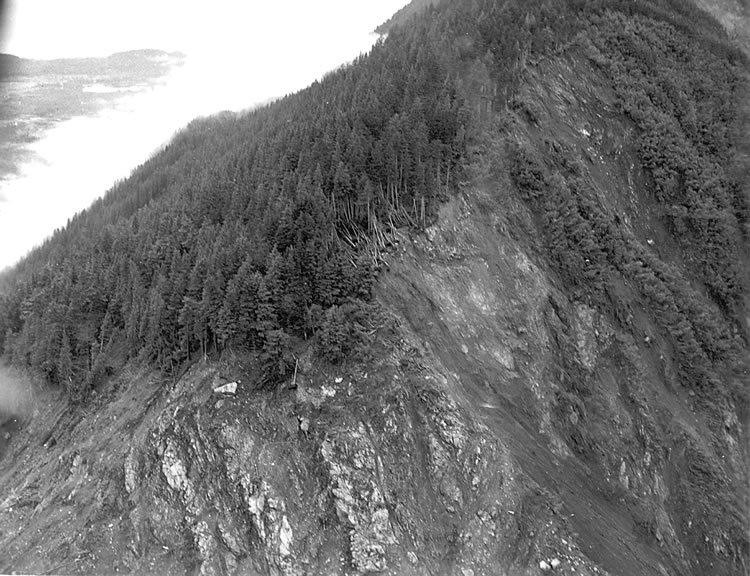
Svah naproti sesuvu.
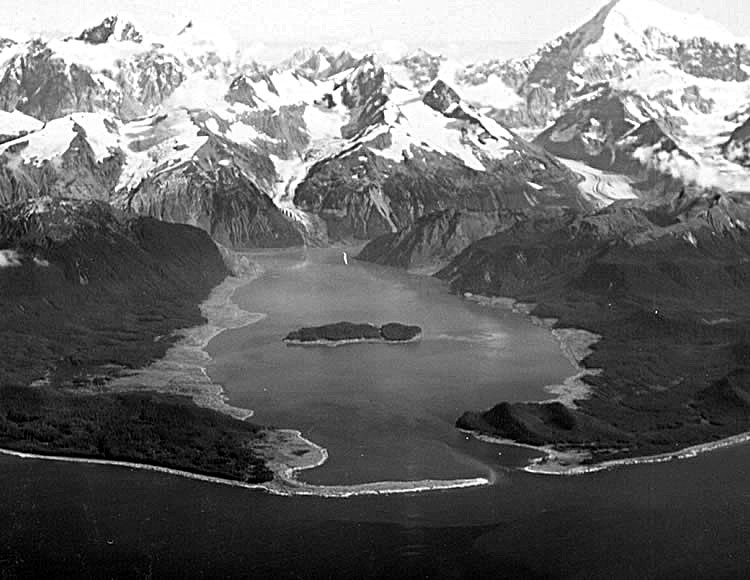
Pohled z oceánu.
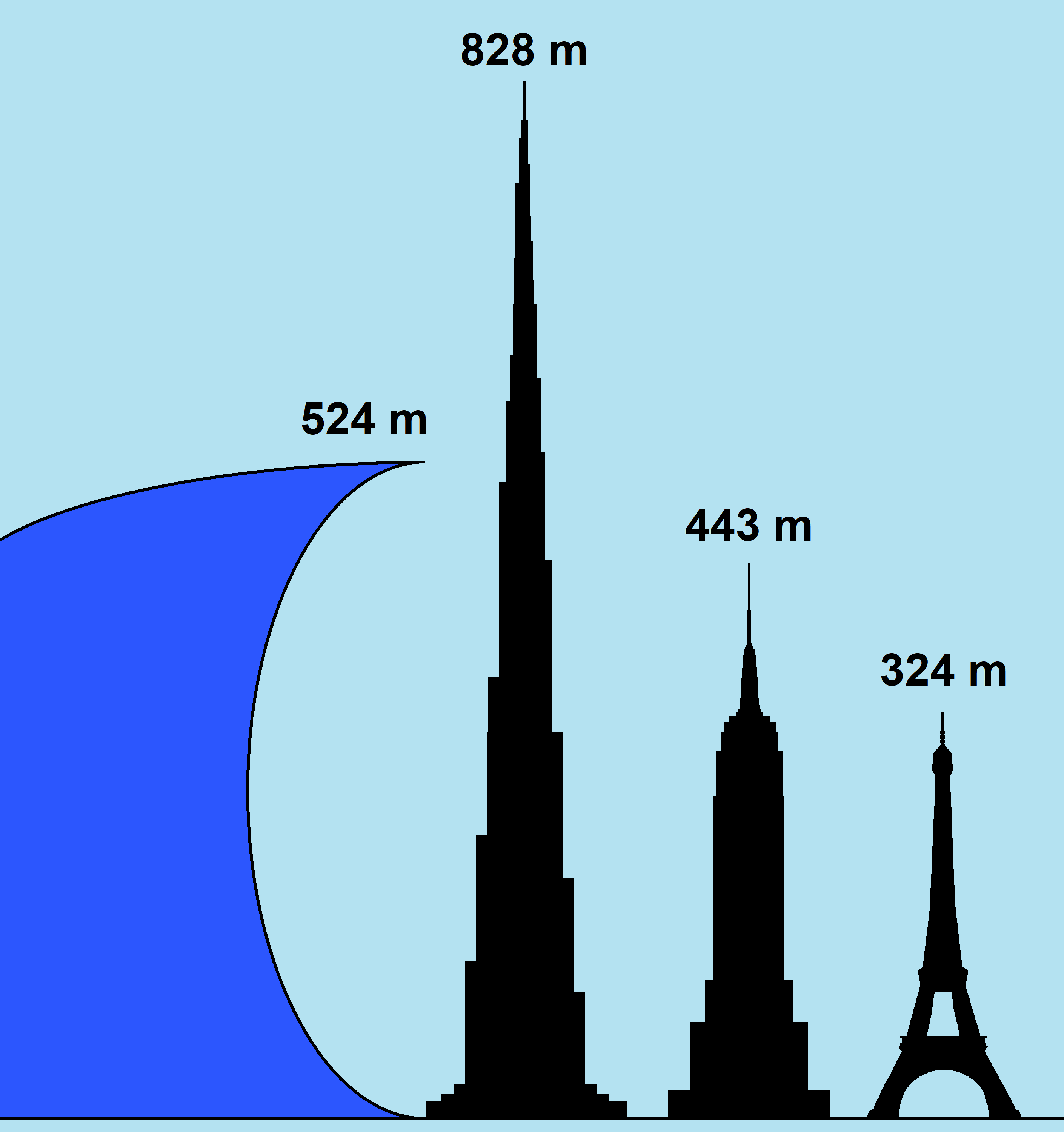
Porovnání s Burj Khalifa, Empire State Building a Eiffelovou věží.

#### 1963: Vajont, Itálie

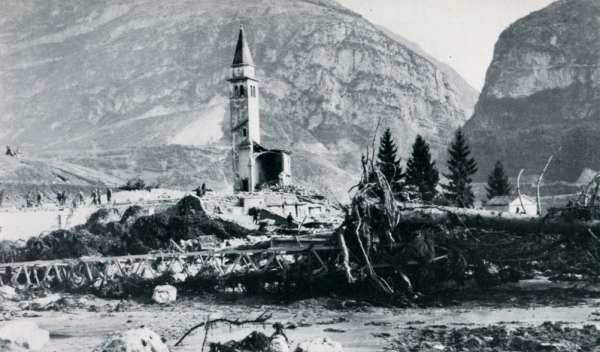
Zničené Longarone.

V létě 1960, již několik měsíců po naplnění přehrady Vajont, v té době nejvyšší v Evropě, se objevovaly první drobné sesuvy půdy a pohyby země. 4. listopadu (při výšce hladiny 190 m z plánovaných 262 m) do přehrady pronikl sesuv o objemu 800 tisíc m³. Další sesuvy rozdělily horu Monte Toc na dvě části. V červenci 1962 inženýři informovali o modelových experimentech, podle nichž by potenciální událost vyvolala vlnu vysokou 20 m. Pokud by hladina byla více než 25 m pod maximální úrovní, nepřetekla by přes korunu hráze. Na to však později nebyl brán zřetel, protože inženýři si mysleli, že mohou kontrolovat rychlost sesuvu pomocí řízeného kolísání výšky hladiny. Během léta 1963, kdy přehrada Vajont byla téměř zcela plná, znepokojené obyvatelstvo nepřetržitě hlásilo sesuvy, otřesy a pohyby země. Za jeden den se hora Monte Toc posunula takřka o 1 metr.
9. října 1963 v 22:39 místního času se jižní úbočí Monte Toc v délce 2 km sesunulo rychlostí 110 km/h. Objem uvolněné hmoty se odhaduje na 260 milionů m³, což je víc než objem samotného přehradního jezera. Vzniklo megatsunami vysoké 260 m, které se vydalo, jak proti proudu, tak směrem po proudu. Zhruba 50 milionů kubíků vody se přelilo přes hráz přehrady Vajont. Pod ní při dopadu vyhloubilo kráter široký 80 m a hluboký 60 m. Masa vody téměř úplně zničila nic netušící město Longarone. Povodňová vlna rovněž zasáhla i sousední města jako Pirago, Rivalta, Villanova a Faè. Zemřelo kolem 2 000 osob.

#### 1980: Spirit Lake, USA

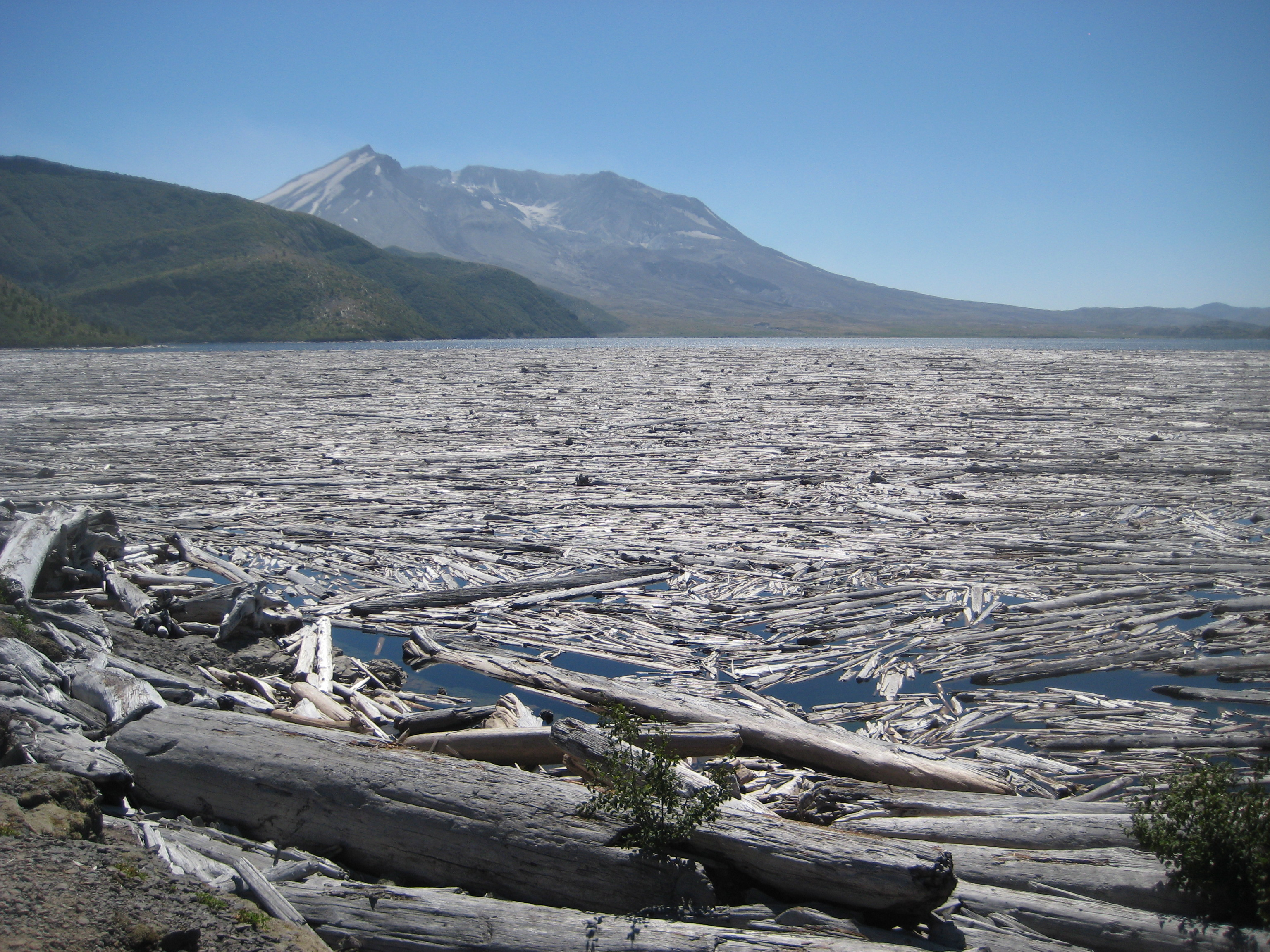
Pohled z břehu Spiritu na sopku St. Helens.

Na jaře roku 1980 se americká sopka Mount St. Helens, nacházející se ve státě Washington, probudila po 132 let dlouhém období spánku. Jenže stoupající magma se v útrobách hory odklonilo a začalo se hromadit pod severním svahem. Ten se vyboulil směrem ven až o 150 m. 18. května 1980 (v 08:32 místního času) se celý sesunul. Ihned na to, na tomtéž místě, magma proráží na povrch v podobě silné, laterálně (bočně) směřované erupce. Vzniká masivní pyroklastický proud o teplotě 360 °C, který brzy zrychlí a na krátko dosáhne dokonce i rychlosti zvuku. 
Na severním úpatí, jen několik kilometrů od kráteru, se rozkládalo jezero Spirit. To se nacházelo přímo v dráze, jak sesuvu, tak pyroklastického proudu. Když k němu dorazily, vzniklo megatsunami vysoké 180–260 m. Masa vody pak při nárazu na protější severní břehy vystoupala po horských svazích a smetla tamější vrostlý les. Jakmile se vracela zpět, stáhla s sebou kmeny stromů do jezera. Ty dodnes plavou na jeho hladině a zabírají zhruba 40% jeho rozlohy. 
Depozita sesuvu a vulkanického materiálu snížila objem Spiritu o přibližně 56 milionů m³. Stejný materiál zablokoval jeho přirozený odvod vody. Nadmořská výška hladiny se zanesením zvedla o 60–63 m. Plocha jezera ze zvětšila z 5,26 km² na 8,9 km², kdežto maximální hloubka se z původních 58 m snížila na 34 m. Bezprostředně po sesuvu a pyroklastickém proudu nastala u sopky pliniovská erupce s indexem VEI 5. Zemřelo 57 osob, včetně známého místního usedlíka Harryho R. Trumana odmítajícího evakuaci, který žil na jihozápadním břehu jezera.

#### 2015: fjord Taan, USA
17. října ve 20:19 místního času se ve fjordu Taan (rameni Icy Bay) na Aljašce zhroutilo úbočí hory. Do fjordu proniklo 50 milionů m³ hornin a vyvolala se zhruba 100 metrová vlna, která při nárazu na protější břeh ještě vystoupala do výšky 193 m. Během následujících 12 minut postupovala ledovcovým údolím rychlostí až 97 km/h a byla detekovaná ještě ve vzdálenosti 140 km. K události došlo v neobydlené oblasti, neměla žádného očitého svědka a vědci se o ní dozvěděli až o několik hodin později, díky datům ze seismografu. 

#### 2017: Karrat, Grónsko
Večer, 17. června 2017, způsobil sesuv půdy z výšky asi 1 km do západogrónského fjordu Karrat vlnu, která dosáhla výšky přibližně 90 m (71°38′38″ s. š., 52°19′43″ z. d.). Na protějším pobřeží vynesla vodu až do výšky 50 m a poničila vesnici Nuugaatsiaq vzdálenou asi 30 km. Tam zničila jedenáct domů a pravděpodobně zabila čtyři lidi. Ve vesnici vznikly i záběry této katastrofy..

#### 2018: Krakatoa, Indonésie

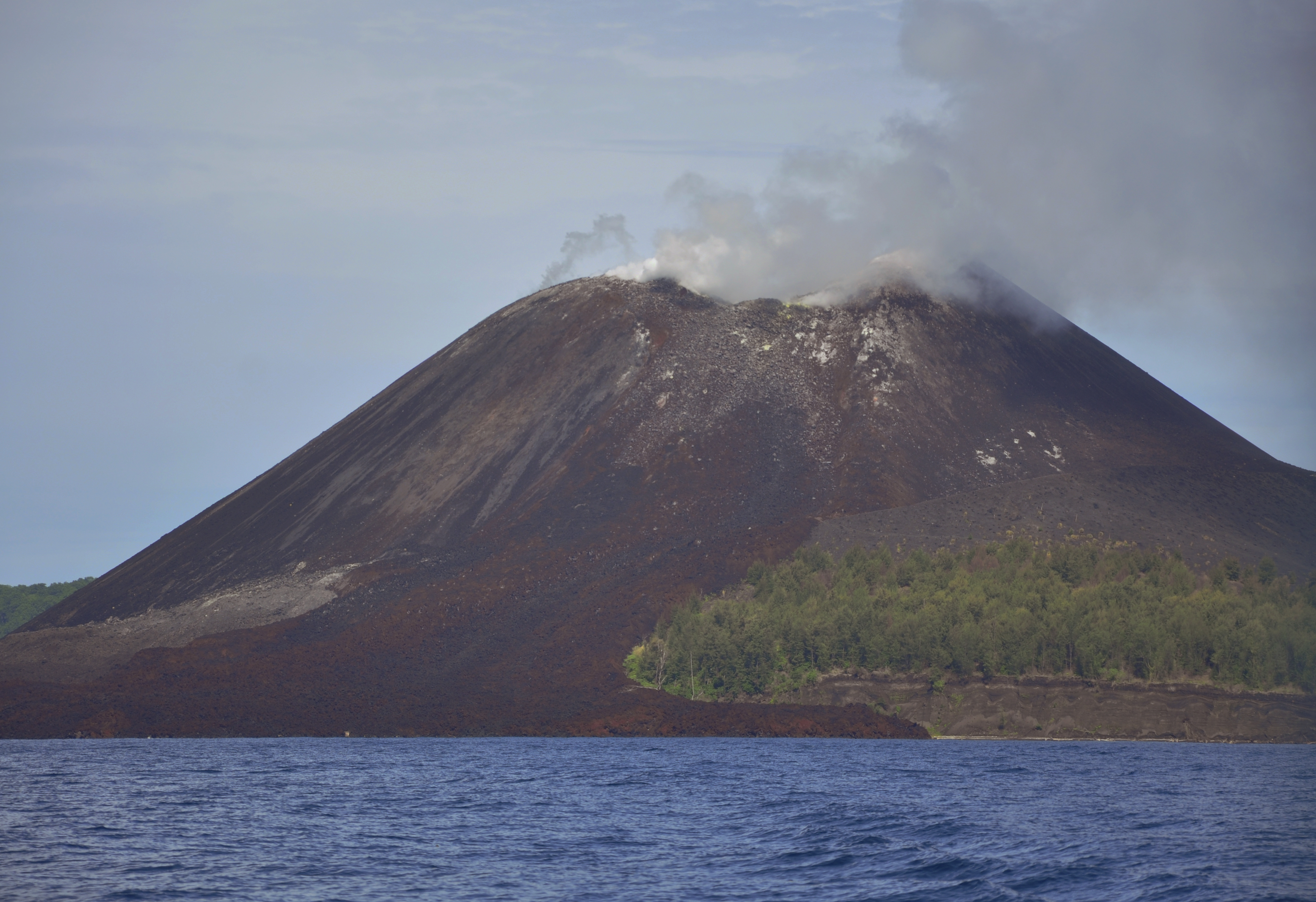
Dnes již zaniklý sopečný kužel.

Tsunami v Sundském průlivu 2018. Sopečný kužel sopky Krakatoa (vysoký 338 m) se formoval již od 60. let 20. století. V roce 2018 však začal být nestabilní, neboť se rozkládal v bezprostřední blízkosti 250 m hluboké podmořské kaldery, zanechanou slavnou sopečnou erupcí z roku 1883. Ve 21:03, dne 22. prosince, došlo k jeho kolapsu. Objem přesunuté hmoty se odhaduje na 190 milionů m³. V prvních okamžicích mělo megatsunami výšku 100–150 m. Ta však s rostoucí vzdáleností rychle klesala a přilehlé neobydlené vulkanické souostroví (ostrovy Rakata, Lang a Sertung) zasáhla při výšce 80 m. Vlna se následně šířila Sundským průlivem až ke 40 km vzdálenému pobřeží západní Jávy a jižní Sumatry, kam dorazila zcela bez varování asi půl hodiny po sesuvu. Zde dosahovala výšky 2 až 5 m. Zemřelo 426 osob a 14 059 jich bylo zraněno. Vlna poškodila 2 752 domů a 510 lodí. 

## Potenciální hrozby

### Kanárské ostrovy
Geologové Dr. Simon Day a Dr. Steven Neal Ward vydali v rocích 1999, 2001 a 2005 studie, pojednávající o možném masivním sesuvu západní části jižního cípu kanárského ostrova La Palma. Délku nestabilní části sopky Cumbre Vieja určili na 15 km. V případě kolapsu by masa hmoty (odhadovaný objem 150–500 km³ – tj. 1,5 bilionu tun hornin) nabrala rychlost až 360 km/h a v jednom kuse sjela do Atlantského oceánu. Vzniklo by megatsunami s počáteční výškou až 1 km, nicméně ta by ihned začala rychle klesat. Okolní Kanárské ostrovy by zasáhly 400–600 m vysoké vlny zhruba za 10 minut. Následně by se šířily oceánem na všechny strany. Do hodiny by dorazily k pobřeží Afriky (50–100 m). Za 3–6 hodin k pobřeží Jižní Ameriky (15–20 m), Newfoundlandu (10 m), Španělska a Anglie (5–7 m). Po 8–9 hodinách by na východním pobřeží USA udeřily vlny s výškou 20–25 m.
V současné době je však tento katastrofický závěr studie zpochybňován vědeckou komunitou. Během dvaceti let počítačové modelování tsunami značně pokročilo. K přesnějším simulacím přispěly také lepší znalosti o batymetrii oceánu, topografii ostrovů a pobřeží či přenosu energie mezi sesuvem a vodou. Podle nových simulací je patrné, že výsledky Dr. Warda a Dr. Daye byly tehdy nadsazené. Ačkoliv počáteční výška sesuvem generovaného tsunami je obrovská, s rostoucí vzdáleností velmi rychle klesá. I kdyby na nejčernější scénář skutečně došlo, tedy k sesuvu 500 km³, k pobřeží USA by dorazily vlny vysoké maximálně 2 m. Nicméně mapování oceánského dna v okolí Kanárských ostrovů přišlo na to, že ke kolapsům dochází, ale postupně nebo po částech. Geomorfologická analýza stability vulkánu ukazuje, že je strukturálně stabilní a v dohledné době se neschyluje k žádné mimořádné události. Pokud by se situace změnila, potenciální objem sesuvu by byl mnohem menší, než kolik uvádí práce z roku 2001. Extrémní scénář dvojice vědců zpochybňuje i nedostatek geologických důkazů v podobě charakteristických usazenin. Na východním pobřeží Severní a Jižní Ameriky však žádné takové usazeniny zjištěny nebyly. Sesuvy sopek na Kanárských ostrovech možné jsou, byť jde o vzácné události, vyskytují se v časovém horizontu stovek tisíc let. Rovněž by jim měly předcházet snadno detekovatelné známky nestability, v podobě nárůstu zemětřeseních a deformací zemského povrchu.
Studie z roku 2020 simulovala tsunami v různých variantách podle objemu sesuvu 20, 40 a 80 km³. Při vyšší hodnotě by megatsunami na počátku svého vzniku měřilo 800 metrů. Po 10 minutách by výška opadla na 80 metrů a za tu dobu by stihlo zasáhnout první dva nejbližší kanárské ostrovy – El Hierro a La Gomera. Na přibližně 1300 km vzdálené pobřeží Portugalska by udeřily asi 2m vlny.

### Britská Kolumbie
Jižní část svahu hory Mount Breakenridge, tyčící se nad kanadským jezerem Harrison Lake, je dle některých geologů dostatečně nestabilní, aby to stačilo k masivnímu sesunu. Megatsunami by ohrozila zejména městečko Harrison Hot Springs, umístěné na jižním cípu jezera.

### Havajské ostrovy
Strmé a vysoké útesy, spolu s obrovským množstvím sutin na dně oceánu, poblíž sopky Kohala a ostrovů Lanai či Molokai naznačují, že zde v minulosti muselo dojít ke kolapsům. Naposledy před 120 000 lety. (Animace) Podle jiných výzkumů není jeden masivní sesuv pravděpodobný, ale spíše by došlo k postupnému kolapsu nebo sérii menších.
Dalšími rizikovými oblastmi je sopka Mauna Loa a propad Hilina. Po případném sesuvu by do půl hodiny dorazila 30 metrová vodní stěna k havajskému hlavnímu městu, Honolulu. Vlivem tamější nízko položené rovině by mohla doputovat až 25 km do vnitrozemí. Vlny by potencionálně mohly ohrozit i zbytek Tichomoří.
Podobně jako u Kanárských ostrovů, i u této lokace počítá řada vědců spíše s více menšími sesuvy než jedním masivním. Geolog Mika McKinnon uvedl, že k podmořským sesuvům tam skutečně dochází a skutečně mohou spouštět tsunami. Jenže vlny jsou malé a lokální, neschopné překonat širý oceán. Podle vulkanoložky Janine Krippner se veřejnost obává masivního kolapsu vulkánu do moře, ale zatím neexistuje žádný důkaz toho, že se tak stane. Sklouzávání sopky detekované je, ale jedná se o velice nepatrný pohyb, trvající již dlouhou dobu. 

### Kapverdy
Strmé útesy lze nalézt i na Kapverdách, ostrovech vulkanického původu, nacházející se 1 500 kilometrů jihozápadně od Kanárských ostrovů. A také tady leží na dně oceánu zbytky po obřích sesuvů. Proto se očekává, že se další budou v budoucnu opakovat. (Animace)

### Norsko
V roce 1983, ačkoliv o ní místní již věděli, byla objevena 2 metry široká a 500 metrů dlouhá trhlina na úbočí hory Åkerneset v Norsku, což si u vědecké obce vysloužilo pozornost. Od té doby se puklina rozšiřovala rychlostí 4 cm/rok. Geologická analýza odhalila, že skalní deska o tloušťce 62 m, táhnoucí se v nadmořské výšce od 150 do 900 m, je v pohybu. Geologové se domnívají, že případný katastrofický kolaps o objemu 18–54 milionů m³ hornin do fjordu Sunnylvsfjorden je nevyhnutelný. Megatsunami by dosahovalo v obci Hellesylt 35–85 m, v Geirangeru 30–70 metrů, Tafjordu 14 metrů a zpustošilo by mnoho dalších komunit v okrese Sunnmøre a detekované by mohlo být až v 70 km vzdáleném městě Ålesund, čítající 66 tisíc obyvatel. Na námět této potenciální pohromy vznikl v roce 2015 norský katastrofický film Vlna. 

### Aljaška
V květnu 2020 tým vědců oznámil, že více než kilometr dlouhý svah nad fjordem Barry Arm by v důsledku ústupu stejnojmenného ledovce mohl přijít o svou oporu, což by v průběhu následujících dvaceti let mohlo způsobit katastrofický sesuv. Ten by mohl být až 16× větší než ten v Lituya Bay roku 1958. Výsledná megatsunami může dosahovat výšky 300 m. Podle modelů by okolní města a obce mohly zpustošit až 9 m vlny.